# 東尼·巴頓
安東尼·愛德華·巴頓（1937年4月8日—1993年8月20日）為英格蘭籍足球运动员和主教练，球員時代司職右边锋。
他出生於Surrey的瑟頓，領隊時代曾帶領阿斯顿维拉贏得歐冠盃（歐聯前身）冠軍，當時他只在任數個月便帶領球隊取得好成績，其後轉至北安普顿、退休前最後一職是重返母會朴茨茅斯執教，1993年病逝。

## 榮譽

### 教練生涯
阿斯頓維拉
- 歐洲冠軍盃：1981/82賽季
- 歐洲超級盃：1982年